# Valvata sincera
Valvata sincera е вид коремоного от семейство Valvatidae.

## Разпространение
Видът е разпространен в Канада (Албърта, Квебек, Ню Брънзуик, Онтарио и Саскачеван) и САЩ (Айова, Илинойс, Индиана, Мейн, Минесота, Северна Дакота, Уисконсин и Южна Дакота).